# Colurolejeunea calyptrifolia
Colurolejeunea calyptrifolia là một loài Rêu trong họ Lejeuneaceae. Loài này được (Hook.) Stephani mô tả khoa học đầu tiên năm 1890.